# Тикер

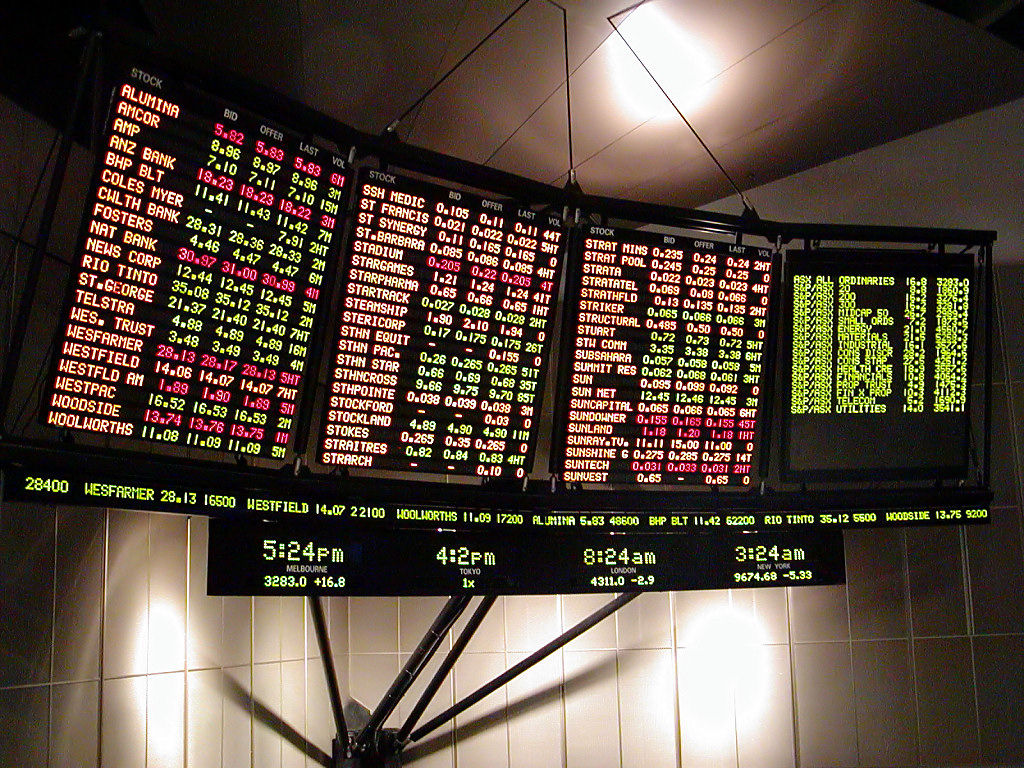
Тикерный монитор

Ти́кер (англ. ticker symbol) — краткое название в биржевой информации котируемых инструментов (акций, облигаций, индексов). Является уникальным идентификатором в рамках одной биржи или информационной системы. Используется для того, чтобы постоянно не печатать в сводках полное наименование ценных бумаг или других объектов торговли.
Краткое название обычно имеет от одного до шести символов и присваивается ценной бумаге при включении её в листинг. Традиционно используют заглавные буквы латинского алфавита. Обычно это аббревиатуры или краткие названия (акции International Business Machines имеют тикер IBM), сокращения или усечения названий (у акций Microsoft тикер MSFT, для акций Уралкалий тикер URKA). На азиатских биржах часто используются цифровые и буквенно-цифровые тикеры, адаптированные для международной торговли. Например, тикер акций компании Toshiba на Токийской фондовой бирже — 6502.
Акции некоторых компаний имеют несколько разных тикеров, которые используются на разных биржах. Например, акции Вимм-Билль-Данн на бирже NYSE имеют тикер WBD, а на РТС — WBDF.
Термин тикер происходит от названия специализированного телеграфа (тикерного аппарата), который со второй половины XIX века использовался для передачи оперативной биржевой информации.
Коды валют являются аналогами тикеров, но обычно «тикерами» не называются.

## История биржевых названий

### Великобритания
В Великобритании до 1996 года биржевые сокращения называли EPIC по аббревиатуре информационной системы (англ. Exchange Price Information Computer) на Лондонской фондовой бирже. После переименования в 1996 году система получила новую аббревиатуру TIDM (англ. Tradable Instrument Display Mnemonics), но по-прежнему их часто называют EPIC. Акции также идентифицируются по номеру (англ. Stock Exchange Daily Official List, SEDOL).

### Россия
Наряду с термином тикер на российских биржах используют термин код: торговый код, код ценной бумаги, код инструмента, код эмитента, код акции. Использование слова код носит двойственный характер и может приводить к путанице, потому что сейчас ценные бумаги получают международный идентификационный код ценной бумаги, который является обязательным реквизитом ценной бумаги и однозначным глобальным идентификатором, но который не используют при публикации оперативной биржевой информации.
На фондовой бирже РТС акции компаний имеют разные тикеры в зависимости от системы, в которой происходит торговля. Например акции Сбербанка России имеют тикер SBER для классического рынка и SBERG для биржевого рынка.

### США
Наряду с термином Ticker symbol широко используется Stock symbol (биржевое название).
Первоначально акции одной компании могли иметь много биржевых названий, которые присваивали разные торговые системы и которые не зависели друг от друга.
Современные биржевые тикеры уникальны для акций каждой компании и представлены только буквами. Основу этой системы разработала компания Standard & Poor's (S&P). Это стало началом формирования соответствующего национального стандарта.
Традиционно длина тикеров обычных акций на Нью-Йоркской фондовой бирже (NYSE) — 1—3 символа, на NASDAQ и Электронных досках внебиржевого рынка (OTCBB) — 4 символа, на других биржах США — 2—3 символа. Тикеры большей длины связаны с базовым и означают модификацию. В этом случае дополнение имеет стандартизированный вид (суффикс) и содержит дополнительную информацию. На NASDAQ и OTCBB это пятый дополнительный символ, на NYSE — символ после точки. 10 июля 2007 года Комиссия по торговле ценными бумагами США приняла решение ослабить существующие правила и разрешить компаниям сохранять трехбуквенный тикер при переходе с NYSE и АМЕХ на NASDAQ. Это решение не распространяется на одно- и двухбуквенные биржевые символы, а также не позволяет регистрировать на NASDAQ новые трёхбуквенные тикеры, которые не мигрируют с других бирж. С 1 мая 2009 года регулятор обеспечил возможность обратного процесса (перехода с NASDAQ), разрешив компаниям на NYSE иметь тикеры длиной в четыре символа.
Тикеры привилегированных акций (англ. preferred stock) не стандартизированы и могут различаться в разных торговых системах.

## Примечательные тикеры
Некоторые компании используют как тикер торговую марку своей продукции. Например, акции Sun Microsystems с 27 августа 2007 года до прекращения существования 27 января 2010 года имели тикер JAVA (в честь созданного компанией языка программирования Java), акции пивоваренной компании Anheuser-Busch имеют тикер BUD (её главный бренд).
У акций Genentech тикер DNA (ДНК) — объект исследования компании, а у Salesforce.com — CRM, обозначающий класс информационных систем (управления взаимоотношениями с клиентами), которые предоставляет компания.
Компания Steinway & Sons использует для своих акций тикер LVB, который расшифровывают, как Ludwig van Beethoven (Людвиг ван Бетховен) — в честь великого композитора и пианиста.
Тикером может быть фонетически созвучная буквенная комбинация. До слияния с Mobil Oil у акций компании Exxon был тикер XON (эксон), а после слияния — ХОМ. Авиакомпания Southwest Airlines выбрала тикер LUV (лав), созвучный названию аэропорта приписки компании — Лав-Филд недалеко от Далласа, а также английскому слову любовь (англ. love).
Тикер акций AT&T (в прошлом монополиста в области телефонной связи, с которой на Уолл-стрит ассоциировано слово telephone — телефон) — единственная буква T.

### Однобуквенные тикеры
Исторически, первыми стали использовать сокращения наименований телеграфные операторы ещё в XIX веке, чтобы с большей скоростью передавать информацию. Однобуквенные сокращения закрепились за компаниями, акции которых наиболее часто перепродавались. Тогда это были в основном железнодорожные компании.
По состоянию на 2011 год однобуквенные тикеры присвоены акциям следующих компаний:
- A: Agilent Technologies
- B: Barnes Group
- C: Citigroup
- D: Dominion Resources
- E: Eni
- F: Ford Motor Company
- G: Genpact
- H: Hyatt
- K: Kellogg
- M: Macy’s
- N: NetSuite
- O: Realty Income
- P: Pandora Media
- R: Ryder System
- S: Sprint Nextel
- T: AT&T
- V: Visa Inc.
- X: U.S. Steel
- Y: Alleghany
- Z: Zillow